# Nesoptilotis leucotis
El mielero orejiblanco o melífago de orejas blancas (Nesoptilotis leucotis) es una especie de ave paseriforme de la familia Meliphagidae endémica de Australia.

## Taxonomía
El mielero orejiblanco fue descrito científicamente por el ornitólogo inglés John Latham en 1801 como Turdus leucotis. Ha sido reclasificado varias veces y fue nombrado anteriormente Lichenostomus leucotis y Ptilotis leucotis torringtoni.
Fue colocado previamente en el género Lichenostomus, pero fue trasladado a Nesoptilotis tras un estudio de filogenética molecular publicado en 2011 que demostró que el género original era polifilético. Es un taxón hermano del mielero cuelligualdo (N. flavicollis) que se distribuye en Tasmania. Los dos forman parte de un clado que contiene los géneros Entomyzon, Melithreptus y Foulehaio.

### Subespecies
Tiene tres subespecies reconocidas, N. l. leucotis se encuentra en el este de Australia, desde Victoria hasta la zona central de Queensland y la península de Eyre en el oeste. La llanura de Nullarbor separa esta población de la subespecie novaenorciae que vive en Australia Occidental, diferenciada de leucotis debido al tamaño, siendo un 20% más pequeña que la subespecie nominal. Ambas poblaciones son muy similares en apariencia pero tienen diferencias genéticas significativas. Las poblaciones en Australia Occidental tienen cambios genéticos significativos (2.23%) en comparación con las poblaciones del este, sin embargo, no existen cambios fenotípicos significativos.
La tercera subespecie reconocida es thomasi, que se encuentra en la isla Canguro en el sur de Australia.

## Descripción
Es un mielero de tamaño mediano, midiendo entre 19 y 22 cm de largo. No presenta dimorfismo sexual, los machos y las hembras son similares. Pesan aproximadamente 20 gramos y el pico tiene una longitud aproximada de 17 mm.
El plumaje es principalmente de color verde oliva en la parte superior e inferior, las alas y cola tienen una mezcla de marrón, amarillo y oliva, la corona es de color gris oscuro con rayas negras, las mejillas y la garganta son negras con las coberteras auriculares de color blanco. Tiene el iris rojo o marrón (juveniles), el pico negro y las patas gris oscuro.